# 卡拉萊
10°17′43″N 3°22′43″E / 10.29528°N 3.37861°E
卡拉萊（法語：Kalalé）是貝寧的城鎮，位於該國東北部，由博爾古省負責管轄，面積3,586平方公里，海拔高度392米，2002年該城鎮人口100,026，人口密度每平方公里28人。